# Euchromia walkeri
Euchromia walkeri là một loài bướm đêm thuộc phân họ Arctiinae, họ Erebidae.